# Через поні експрес (фільм, 1933)
Через поні експрес (англ. Via Pony Express) — американський вестерн режисера Льюїса Д. Коллінза 1933 року.

## Сюжет
Уряд затвердив грант на землі Бетті Кастелар і відправляються повідомити її це за допомогою Поні Експрес. Портер біля її ранчо і підстерігає вершника Бака Карсона, щоб отримати листа. Бака залишили вмирати в пустелі, але він знаходить коня і приносить лист в ранчо. Коли Портер приходить до ранчо, своєрідна манера поведінки дозволяє Бакові ідентифікувати його як лідера банди і він присягається повернули листа назад.

## У ролях
- Джек Хоксі — Бак Карсон
- Лейн Чандлер — лейтенант Боб Грей
- Марселін Дей — Бетті Кастелар
- Меттью Бетц — Клем Портер
- Джуліан Ріверо — Педро
- Доріс Хілл — Джин Грей
- Джозеф В. Джирард — капітан Маккарті
- Чарльз К. Френч — отець Естебан
- Динаміт — Динаміт, кінь Бетті
- Чак Балдра — сержант Кальварі
- Боб Барнс — заступник Боб
- Якіма Канутт — бандит
- Бен Корбетт — бандит
- Френк Елліс — бандит
- Олін Френсіс — бандит
- Бад Поуп — бандит
- Білл Куїнлен — бандит
- Слім Вайтакер — бандит